# Damrong Wongthong
Damrong Wongthong (ดำรง วงศ์ทอง), sinh ngày 20 tháng 3 năm 1965, là một ca sĩ, nhạc sĩ người Thái Lan.

## Tiểu sử
Anh sinh ra ở tỉnh Ratchaburi.

## Danh sách đĩa nhạc
- 1995 - Yang Rak Samer ยังรักเสมอ
- 1997 - Mai Rak Mai Wa ไม่รักไม่ว่า
- 1999 - Proad Phit Cha Rana โปรดพิจารณา
- 2000 - Jong Keb Jai Roae จงเก็บใจรอ
- 2001 - Num Rachaphak หนุ่มราชภัฏ
- 2003 - Sanae Num เสน่ห์หนุ่ม
- 2004 - Phleng Ek เพลงเอก
- 2006 - Phoo Ying Khon Sud Thai ผู้หญิงคนสุดท้าย